# 高貝娜
高貝娜MP（Sandra Cobena，？年—）是一位厄瓜多爾裔加拿大政客及前銀行家。在2025年加拿大聯邦大選中，高貝娜被選為代表新市-奧羅拉選區的國會議員。

## 早年經歷及職業生涯
高貝娜於厄瓜多爾出生，2006年移民加拿大。她曾經是多倫多道明銀行的一個商業銀行家。